# Том Лах
Том Лах (рођен Драгослав Петровић; Ниш, 1936 – Ниш, 1985) је био српски песник и приповедач.

## Биографија
Петровић је рођен у Нишу 1936. године. Научио је да чита и пише у затвору, где је провео добар део свог живота. Живео је од социјалне помоћи, дању шетајући улицама Ниша, увек елегантно одевен, а ноћу је писао.
Објављивао је прозу и поезију, халуцинантну, пуну сновиђења и фантастике, кроз анонимне конкурсе у Народним новинама из Ниша, Вечерњем листу из Загреба и омладинским листовима. Писао је и криминалистичке приче, које му је објављивао Дневник из Новог Сада, у едицији Рото романи. Писао је и романе, али није имао успеха у објављивању.
Завичајно одељење Народне библиотеке Стеван Сремац у Нишу чува његову заоставштину састављену од његових рукописа, укључујући и фол-драму Шатровци. Професор др Горан Максимовић уврстио га је у Антологију нишких приповедача приповетком Ватрена пауница, 2002. године.
У архиви Народног позоришта у Нишу је такође сачувана његова драма Нема капе за Рајка, а стално му је кроје.
Тек 2019. године, у издању Нишког културног центра, у едицији часописа Градина, појавио се избор из стваралаштва Тома Лаха, Понори и снови, који су приредили Радосав Стојановић и Зоран Пешић Сигма.